# Paolo Macchiarini
Paolo Macchiarini, född 22 augusti 1958 i Basel i Schweiz, är en italiensk thoraxkirurg och forskare i regenerativ medicin som från 2010 fram till den 23 mars 2016 var anställd som forskare vid Karolinska Institutet i Solna. Han har även arbetat som konsult på universitetskliniken Careggi i Florens.
Paolo Macchiarini dömdes den 16 juni 2022 i Solna tingsrätt till villkorlig dom för vållande till kroppsskada beträffande den tredje målsäganden, och frikändes helt från rubriceringen grov misshandel. Överåklagare Mikael Björk överklagade denna dom, vilket ledde till en ny huvudförhandling i Svea hovrätt den 17 april 2023. Den 21 juni 2023 skärpte Svea hovrätt straffet och Paolo Macchiarini dömdes till fängelse i två år och sex månader för tre fall av grov misshandel. Efter att domen överklagats till Högsta domstolen beslutade denna den 30 oktober 2023 att inte ta upp målet. Hovrättsdomen står därmed fast.
Bakgrunden till domen är att Paolo Macchiarini hade transplanterat syntetiska luftstrupar preparerade med benmärgsceller på tre patienter. Patienterna avled senare, och det visade sig att ingreppen saknat de etiska tillstånd som behövdes och att den vetenskapliga grunden byggde på forskningsfusk. Det hela blev mycket omskrivet i media och kom att kallas Macchiariniskandalen.

## Biografi

### Utbildning och karriär
Sin grundläggande läkarutbildning och specialistutbildning till thoraxkirurg gjorde han vid Universitetet i Pisa. Han fick inte fortsatt anställning i Pisa. Under 1990-talet fick han anställning på University of Alabama, i Birmingham, USA. Han avlade sin magisterexamen och sin doktorsexamen i franska Besançon i organ- och vävnadstransplantation. Enligt en alternativ CV avlade han sin magisterexamen på universitetet i Alabama i ämnet biostatistik och sin doktorsexamen i Besançon i ämnet Life and Health science. Därefter var han, enligt sitt CV, professor vid Université Paris-Sud i Frankrike. Därefter, från 2000 eller 2001, var han professor vid Medicinska högskolan i Hannover i Tyskland. År 2005 flyttade han till Barcelona i Spanien för en professorstjänst där. Det var i Barcelona han utvecklade sin stamcellsteknik och opererade med patientens egna stamceller istället för organ från avlidna personer. En diskussion inleddes under 2008 om han inte kunde få sin professur placerad i sitt hemland Italien på universitetssjukhuset Careggi i Florens. Han fick dock inte den professur som han ansett sig lovad i Florens. Han arbetade som kirurg där i några år, men fick sedan kontakter med Karolinska institutet i Sverige, samt med Kubans statliga universitet i Ryssland.

### Forskarutbildning och karriär som kirurg
Macchiarini har arbetat med avancerad luftvägskirurgi och transplantationer med konstgjorda organ och han har uppmärksammats internationellt för att ha genomfört luftrörstransplantationer från avlidna donatorer. Han rekryterades 2010 till Karolinska Institutet för att utveckla laboratorietillverkade organ och anställdes samtidigt på deltid, som överläkare och kirurg vid Karolinska universitetssjukhuset.  År 2011 genomförde han världens första transplantation av en konstgjord luftstrupe på en patient vid Karolinska universitetssjukhuset.  
År 2012 greps Macchiarini i Italien misstänkt för grov utpressning av patienter. Han kom åter i blåsväder 2015 efter att ha genomfört tre transplantationer utan föregående etikprövning. Dessutom utreddes han av KI för att ha ljugit om sina meriter i sitt CV. Han har inte, som han tidigare uppgett, haft en professorstjänst utomlands som motsvarar den svenska befattningen. Karolinska Institutets webbplats speglade denna ändring med, att det efter årsskiftet stod "senior forskare" istället för "gästprofessor" som tidigare.
I maj 2015 sände SVT:s Uppdrag granskning sitt första granskande avslöjande om luftrörsoperationerna på Karolinska universitetssjukhuset i Solna.   
I januari 2016 sände SVT:s Dokument inifrån en serie i tre delar där Paolo Macchiarinis forskningsprojekt med transplantationer av konstgjorda luftstrupar granskades.
I januari 2016 publicerade Vanity Fair en artikel där Paolo Macchiarini anklagas för, att falskeligen ha utgett sig vara personlig läkare åt påve Franciskus, och även hävdat, att denne skulle förrätta vigseln mellan Macchiarini och NBC:s Benita Alexander trots att Macchiarini fortfarande var gift med Emanuela Pecchia.

## Transplantationer

### Transplantation av naturlig luftstrupe
Aleksandr Galimov

Luftstrupe

Galimov var en rysk professionell ishockeyspelare som spelade för Lokomotiv Jaroslavl i KHL och skadades svårt vid flygolyckan i Jaroslavl 2011. Han fördes dagen efter olyckan till Visjnevskis brännskadecenter i Moskva för ytterligare vård. Galimov vårdades på sjukhus med 90-procentiga brännskador, skador på njurarna och luftvägarna. Han behövde opereras för att kunna andas på egen hand. Tanken var att han skulle genomgå en luftstrupstransplantation inom två veckor, men de ryska läkarna var tvungna försätta honom i koma. På grund av läget blev man tvungna att skjuta upp transplantationen, som senare gjordes av Macchiarini. "Det skulle vara ett mirakel om han vaknar upp igen", uttalade Macchiarini två dagar efter olyckan. 
Transplantationen av naturlig luftstrupe genomfördes medan Galimov var i koma. Dagen efter, den 12 september 2011 klockan 7.30 på morgonen, avled Galimov av sina skador.

### Transplantationer av konstgjorda luftstrupar
Macchiarini har genomfört åtta transplantationer av konstgjorda luftstrupar preparerade med stamceller. Sju av patienterna har avlidit och det råder delade meningar om huruvida orsaken varit de konstgjorda luftstruparna eller patienternas dåliga allmäntillstånd. En förundersökning genomfördes av svenska åklagare.
Andemariam Teklesenbet Beyene
Beyene opererades 9 juni 2011 på Karolinska universitetssjukhuset av Macchiarini med flera i Solna. Han led av cancer i form av en luftrörstumör och var den första att få en syntetisk luftstrupe. Beyene uppgavs initialt att återhämta sig väl i exempelvis en artikel i Lancet publicerad av Macchiarini med flera den 10 december 2012. Beyene återvände till Island och avslutade sina doktorandstudier i geologi men ska enligt SVT:s Dokument inifrån fått upprepade komplikationer med strupen och fått återvända till Karolinska sjukhuset. Två och ett halvt år efter operationen avled han i Stockholm. Enligt dokument från Retraction Watch visade vävnadsbiopsin från Beyene "inga tecken på tumörer". Macchiarini anklagas därför för att ha opererat bort och ersatt frisk vävnad med plast.
Christopher Lyles
Lyles opererades i november i Stockholm 2011 och blev den andre personen med konstgjord luftstrupe. Även han led av en luftrörstumör. Han återvände till sitt hem i Maryland i USA i januari 2012. Han drabbades av komplikationer och avled i mars 2012. 
Julia Tuulik och Alexander Zozulya
Tuulik och Zozulya opererades 14 juli 2012 på Krasnodar Clinical Hospital i Ryssland. Båda hade varit med om svåra bilolyckor vilket gjorde det svårt för dem att andas och tala. Tuulik blev den första patienten utan ett livshotande tillstånd att få en syntetisk luftstrupe. Tuulik drabbades av komplikationer och avled enligt Dokument inifrån i september 2014.
Yeşim Çetirin
Çetirin opererades i Stockholm sommaren 2012. Dokument inifrån uppger att hennes syntetiska strupe kollapsade hastigt efter operationen och det gjorde även en andra strupe efter ett nytt försök. Hon vårdades på intensivvårdsavdelningen fram till 24 augusti 2015 då hon flyttades till USA för att få en donerad organisk strupe.
Çetirin avled den 20 mars 2017.
Hannah Warren
Warren föddes 2010 med en underutvecklad luftstrupe. Hon blev det första barnet att få en konstgjord luftstrupe och opererades 3 april 2013 på Children's Hospital of Illinois i USA. Hon avled av komplikationer 6 juli 2013.
Ytterligare patient i Krasnodar
Krasnodar Clinical Hospital i Ryssland uppgav på sin hemsida att en 43-årig patient från Jordanien genomgick en operation 9 augusti 2013. Personens nuvarande tillstånd är okänt.

## Macchiariniskandalen

### Forskningsfusk 2013
Paolo Macchiarini fälldes för förfalskning i en artikel i The Lancet från 23 oktober 2013, om en luftrörsoperation i Barcelona år 2008. Denna artikel är återkallad. Detta meddelade Nämnden för prövning av oredlighet i forskning (NPOF) i ett beslut av den 20 september 2023. Fällningen gäller även två andra forskare vid Karolinska Institutet, som är med bland författarna av Lancetartikeln. Övriga författare är inte verksamma i Sverige och omfattas därför inte av den svenska etiklagstiftningen.
NPOF fällde således kirurgen Paolo Macchiarini och två andra KI-forskare i september 2023. Fällningen gäller en artikel i Lancet, som var en femårsuppföljning av en transplantation, som gjordes i Barcelona år 2008. Patienten var en 30-årig tuberkulosdrabbad kvinna med svår andnöd. Huvudbronken, luftröret, till den vänstra lungan var förstörd av sjukdomen. Kirurgerna använde en bit av ett donerat mänskligt luftrör, rensade det från celler och täckte det med stamceller från kvinnan själv. De bytte sedan ut en del av kvinnans skadade luftrör mot detta transplantat. I femårsuppföljningen rapporterade Paolo Macchiarini och hans medförfattare i huvudsak positiva resultat av operationen.
Lancetartikeln blev år 2022 anmäld till NPOF, som låtit en sakkunnig granska ärendet. Den sakkunnige har bland annat jämfört uppgifterna i artikeln med uppgifter om patientdokumentationen i fallet. Slutsatsen är att Lancetartikelns författare på flera sätt gett en felaktig bild av hur det gick för patienten efter ingreppet. Bland annat har författarna utelämnat uppgiften, att man inom fyra månader efter operationen tvingades operera in ett metallnät för att stadga den inopererade luftrörsdelen. De har i stället skrivit, att situationen var komplikationsfri efter fyra månader. Dessutom har den sakkunnige kommit fram till att tre av figurerna i artikeln kommer från tidigare publikationer och i själva verket är från undersökningar av andra patienter.
NPOF bedömer de felaktiga textuppgifterna och bildfusket som förfalskning. Såväl Macchiarini, som var korresponderande författare, som de två KI-forskarna som var medförfattare har ansvar för artikelns innehåll, konstaterar nämnden. Slutsatsen är att alla tre gjort allvarliga avvikelser från god forskningssed och därmed är skyldiga till oredlighet i forskning. Forskarna har under handläggningen avstått från att yttra sig.

### Granskning utförd av Karolinska Institutet 2015
Efter att Macchiarini anmälts för oredlighet i forskning tillsatte Karolinska Institutet våren 2015 professor emeritus Bengt Gerdin från Uppsala som extern granskare av Macchiarini. Gerdin kom i maj 2015 fram till att denne gjort sig skyldig till omfattande oredlighet i forskning. I sitt beslut i augusti 2015 valde dock Karolinska Institutets rektor Anders Hamsten, att fria Macchiarini från anklagelserna, efter att denne hade lämnat in ytterligare dokumentation. Detta beslut fick kritik från såväl Vetenskapsrådet som Gerdin, som ifrågasatte varför dokumentationen i så fall inte överlämnats till honom i samband med granskningen.

### Utredning utförd av Karolinska universitetssjukhuset 2016
År 2016 gav Karolinska universitetssjukhuset professor emeritus Kjell Asplund i uppdrag, att utföra en utredning av Paolo Macchiarinis transplantationer av syntetiska luftstrupar vid sjukhuset. Utredningen konstaterade, att Macchiarini hade rekryteras av sjukhuset trots tydliga varningssignaler, att patienternas tillstånd inte var omedelbart livshotande, att det saknades tillräckligt vetenskapligt underlag för att utföra operationen på människor, att verksamhetschefen hade ett visst ansvar för operationerna och inte vidtog tillräckliga åtgärder samt att lagar och föreskrifter inte efterföljdes. Vidare diskuteras hur grupptänkande verkar ha uppstått kring Macchiarinis stjärnstatus där varningssignaler ignorerades och kritiska frågor uteblev och hur en tystnadskultur uppstod i den starka interna konkurrensen där man är försiktig med öppen kritik för att inte äventyra sin position och det prestigetänk kring sjukhuset som finns, där brister och tillkortakommanden inte kommer ut offentligt.

### Etikprövningsnämndens bedömning av forskningsfusk 2017
År 2017 fällde dåvarande Centrala etikprövningsnämnden, Paolo Macchiarini och några av hans medarbetare för forskningsfusk. Det gällde då sex artiklar i vetenskapliga tidskrifter, som handlade om Macchiarinis försök med transplantationer av syntetiska luftstrupar i Sverige. Dessa operationer ledde så småningom till, att Svea hovrätt dömde Paolo Macchiarini till fängelse för tre fall av grov misshandel. Det handlade om operationer vid Karolinska universitetssjukhuset åren 2011 och 2012. Hovrätten ansåg i sin dom, att ingreppen var oförsvarliga.

### Fängelsedom i Italien 2019
I november 2019 dömdes Paolo Macchiarini  av en domstol i Florens till fängelse i ett år och fyra månader. Den olagliga förseelsen i Italien ska ha begåtts flera år innan fallen vid Karolinska institutet blev kända.
Den italienska dagstidningen La Repubblica uppgav att Macchiarini missbrukat sin situation och förfalskat dokument. Det ska ha skett när han utfört en luftstrupsoperation på en vän, som egentligen skulle ha behövt betala för operationen eftersom han saknade europeiskt hälsokort.
Macchiarini ska också ha förfalskat kölistor och flera dokument mellan år 2009–2012, då han arbetade på sjukhuset i Florens.
Trots detta hade han fortsatt att arbeta i bland annat Turkiet.

### Granskning av Läkemedelsverket och IVO ledde senare till domar i Sverige 2022 och 2023
Läkemedelsverket och Inspektionen för vård och omsorg (IVO) polisanmälde operationerna för vållande till annans död och kroppsskada. En polisutredning gjordes och i december 2015 beslutade åklagaren att kalla in en oberoende expertgrupp för att granska fallet. Utredningen lades sedermera ner. 
Förundersökningen återupptogs i december 2018. Det skedde på grund av misstankar för två fall av grovt vållande av kroppsskada. Orsaken var att flera av hans patienter avlidit. Efter att ny bevisning inhämtats och nya förhör har hållits sedan 2018 beslutade överåklagare Mikael Björk den 29 september 2020, att väckt åtal för grov misshandel i samband med tre operationer vid Karolinska universitetssjukhuset.
Förhandlingen i Solna tingsrätt inleddes i april 2022. Paolo Macchiarini dömdes 16 juni 2022 i Solna tingsrätt till villkorlig dom för vållande till kroppsskada beträffande den tredje målsäganden, och frikändes helt från rubriceringen grov misshandel. 
Överåklagare Mikael Björk överklagade den domen och det ledde den 17 april 2023 till en ny huvudförhandling i Svea hovrätt mot Paolo Macchiarini. Den 21 juni 2023 skärpte hovrätten straffet och han dömdes till fängelse i två år och sex månader för tre fall av grov misshandel.
The Lancet, som tidigare publicerat ett par artiklar angående Macchiarinis verksamhet meddelar den 27 oktober 2023 att tidskriften drar tillbaka dessa efter beslut av Nämnden för oredighet i forskning (NPOF). De tillbakadragna artiklarna handlar om resultatet på ett luftrörsingrepp som Macchiarini utfört i Barcelona år 2008.
Efter att domen överklagats till Högsta domstolen beslutade denna den 30 oktober 2023, att inte ta upp målet. Hovrättsdomen står därmed fast om fängelse för Paolo Macchiarini i två år och sex månader.

## Familj
Föräldrarna separerade. Fadern avled 1986. I Italien ingick Paolo Macchiarini äktenskap med Emanuela Pecchia, med vilken han fick en son och en dotter. Han träffade 2013 journalisten Benita Alexander, som skulle göra ett reportage om honom och hans forskning, och de två blev då ett par.
Macchiarini uppgav för Alexander, att han skildes från Emanuela Pecchia under sommaren 2013. På julafton 2013 friade han till Benita Alexander. Vigseln mellan dem planerades till den 11 juli 2015. TV-bolaget NBC, där Benita Alexander var anställd, kopplade bort henne helt från reportaget om Macchiarini, sedan hon berättat om förlovningen och det planerade äktenskapet. NBC valde då, att göra ett reportage om det ståndande bröllopet och om bröllopsplaneringen. Paolo Macchiarini utlovade ett storslaget bröllop där Bill Clinton och Vladimir Putin stod på gästlistan, John Legend och Andrea Bocelli skulle uppträda och påve Franciskus skulle viga paret. Under maj månad frågade en kollega till Benita Alexander om hur man avsåg att lösa problemet, att påven Franciskus skulle vara vigselofficiant den 11 juli 2015 och samtidigt kunna genomföra sitt officiella besök i Sydamerika. Alexander insåg då med hjälp av en privatdetektiv, att vigselplanerna inte stämde. Några veckor senare meddelade hon därför samtliga inbjudna gäster, att vigseln och bröllopet i Rom var inställt.
Privatdetektiven undersökte även italiensk folkbokföring där det framgick, att Paolo Macchiarini fortfarande var gift med Emanuela Pecchia.
Benita Alexander har berättat om förhållandet med Macchiarini i dokumentären He lied about everything.